# 23286 Parlakgul
23286 Parlakgul este un asteroid din centura principală de asteroizi.

## Descriere
23286 Parlakgul este un asteroid din centura principală de asteroizi. A fost descoperit pe 19 decembrie 2000 la Socorro, New Mexico, în cadrul proiectului LINEAR. Asteroidul prezintă o orbită caracterizată de o semiaxă mare de 2,53 ua, o excentricitate de 0,18 și o înclinație de 8,1° în raport cu ecliptica.